# Laos en los Juegos Paralímpicos de Pekín 2008
Laos estuvo representado en los Juegos Paralímpicos de Pekín 2008 por un deportista masculino.

## Medallistas
El equipo paralímpico laosiano obtuvo las siguientes medallas:
| Nombre    | Deporte                   | Evento           |
| --------- | ------------------------- | ---------------- |
| Oro       |                           |                  |
| —         |                           |                  |
| Plata     |                           |                  |
| —         |                           |                  |
| Bronce    |                           |                  |
| Eay Simay | Levantamiento de potencia | –48 kg masculino |